# 幻影神奇寶貝的主謀者
幻影神奇寶貝的主謀者（又译作）是寶可夢超世代動畫系列播出的特別篇動畫，2006年4月29日於美國「Kids' WB!」首播的動畫。

## 概要
本作為紀念神奇寶貝動畫開播十周年而製作的特別篇，也是首度在海外首播者。原標題是『The Mastermind of Mirage Pokémon』。片長約40分鐘。日本於同年10月逆輸入配音版，並只在東京電視台網站上播出。

## 評價
Screen Rant於2022年2月13日發表15部最佳的寶可夢電影中，此部排名第9。